# ПЗ-90
Параметры Земли 1990 года (ПЗ-90) — система геодезических параметров, включающая фундаментальные геодезические постоянные, параметры общеземного эллипсоида, параметры гравитационного поля Земли, геоцентрическую систему координат и параметры её связи с другими системами координат. Используется в целях геодезического обеспечения орбитальных полётов и решения навигационных задач (в частности, для обеспечения работы глобальной навигационной спутниковой системы ГЛОНАСС). ПЗ-90 заменила предыдущие наборы ПЗ-77 и ПЗ-85 и является альтернативой WGS 84.

## История
Начиная с 1957 года, с первых запусков искусственных космических аппаратов (ИКА), проводились научные исследования и подготовительные работы для использования их технических возможностей в геодезических целях.
Так, уже с 1962 года начинается практическая реализация новых спутниковых способов, техники, технологий в области космической геодезии. К тому моменту на территории СССР Астрономическим советом при Академии наук были организованы и возведены более шестидесяти станций для астрономо-геодезических наблюдений. Первым геометрическим и основным методом в космической геодезии на шестидесятые-семидесятые годы стал способ спутниковой триангуляции.
В 1963 году начались работы над первым спутником серии «Сфера». Космический аппарат создавался по заказу Военно-топографического управления Генерального штаба Вооруженных Сил СССР (ВТУ ГШ) и был оснащён импульсной световой сигнализацией для визуального наблюдения с земли c помощью кино- и фото-теодолитов.
В 1965 году в СССР были приняты решения о построении космических геодезических систем высокой точности.
В ноябре 1967 года был запущен первый спутник для навигации «Космос 192». Начинается развертывание системы Циклон.
с 1968 по 1978 годы запускались Космические аппараты первой серии «Сфера» в общем количестве 18 штук. С их помощью были установлены единая система координат земного шара с началом в центре масс Земли, уточнены элементы ориентирования с системой координат 1942 года (СК-42 основанная на Референц-эллипсоиде Красовского), уточнены геофизические параметры планеты и создана модель Земли 1977 года (ПЗ-77)[0].
В 1977 году приняты решения по разработке аппаратов другой серии нового поколения «Муссон», известные ещё под наименованием Гео-ИК. С их помощью были получены характеристики и параметры Земли ПЗ-85 (в дальнейшем и ПЗ-90) как геоцентрической СК. Система координат ПЗ-90 на территории нашей страны была закреплена 26 опорными пунктами с пространственными координатами. Испытания начались в 1981 году и проводились практически ежегодно до середины 90-х годов. Аппараты «Сфера» послужили основой для создания отечественной космической геодезии. Основным методом становится Радиопеленгация.
В 1979 с использованием данных (уточнения параметров фигуры Земли и её гравитационного поля) полученных с «первой» Сферы сдается система Цикада — гражданский вариант Циклона.
С 1982 года начался проект по созданию космической навигационной системы ГЛОНАСС запуском ИСЗ серии «Космос».
Начиная с 1986 года началось постоянное применению «Муссонов». На борту спутника была установлена доплеровская система измерения, оптические уголковые отражатели для наземной лазерной аппаратуры измерения дальности и система световой сигнализации, позволяющая производить серии вспышек. Результатами работы спутников «Муссон» стали геодезические модели Земли ПЗ 86 и ПЗ 90, а также ввод в действие системы координат СК-95 — мировой астрономо-геодезическая сети с погрешностью определения места до нескольких метров. Всего было запущено 13 таких КА, последний из которых проработал до февраля 1999 г..
Начиная с 1987 в СССР стала формироваться Космическая ГС с применением искусственных спутниковых систем Гео-ИК и Доплеровская ГС, завязанная на американскую систему Transit.
КГС построена Военно-топографическим управлением ВС России. В её основе содержалось 26 пунктов на всей территории России. Параллельно создавалась ДГС главным управлением геодезии и картографии с помощью доплеровских наблюдений. В сети было задействовано 160 пунктов.
К началу 90-х годов в 29 НИИ МО РФ геодезическими космическими комплексами серии «Эридан» были уточнены параметры земного эллипсоида и значения гравитационного поля Земли, контроль положения пунктов относительно центра масс Земли, выполненный с использованием метода Жонголовича. Который показал, что вероятные линейные смещения начала системы координат ПЗ-90 относительно центра масс Земли по абсолютной величине не превышают 1 м. Что согласуется с оценками точности определения геоцентрических координат пунктов космической геодезической сети. Обеспечило требуемую точность прицеливания ракет со стратегических подводных лодок в любой акватории мирового океана.
Создание космической геодезической сети и объединение её данных с астрономической и Доплеровской сетью позволили вывести общеземную (геоцентрическую) систему и повысить точность государственной геодезической сети. Впоследствии эта геоцентрическая система координат постановлением Правительства Российской Федерации была утверждена как государственная.
Взаимное положение пунктов в ПЗ-90 определяется с погрешностью около 0,3 м. Для контроля точности ориентировки космической геодезической сети использовались данные регулярных определений координат полюса по информации спутников ГЕО-ИК. Полученные результаты подтвердили приведённые выше характеристики точности координат пунктов, объединение с астрономо-геодезической сетью.
К концу 1995 завершилось её формирование в количестве 24 спутников. Но из-за отсутствия финансирования в те годы запуски космических аппаратов с системой ГЛОНАСС вплоть до 2000-х не производились.

## Версии
Существуют уточнённые версии ПЗ-90 — ПЗ-90.02 и ПЗ-90.11, представляющая собой систему «взаимосогласованных геодезических параметров, включающих фундаментальные геодезические постоянные, параметры общеземного эллипсоида, параметры гравитационного поля Земли, общеземную систему координат и параметры её связи с другими системами координат по состоянию на 1 января 2002 года».
Все версии ПЗ-90 основаны на Международной земной системе координат.
Постановлением правительства РФ от 28 декабря 2012 г. № 1463 установлены следующие единые государственные системы координат:
- геодезическая система координат 2011 года (ГСК-2011) — для использования при осуществлении геодезических и картографических работ;
- общеземная геоцентрическая система координат «Параметры Земли 1990 года» (ПЗ-90.11) — для использования в целях геодезического обеспечения орбитальных полётов и решения навигационных задач.

Постановлением правительства РФ 1240 от 24 ноября 2016 устанавливаются сроки введения ПЗ-90 до 1 января 2021 года. А также периоды обновления датумов (раз в 10 лет).
Решением ГКРЧ (Государственная комиссия по радиочастотам) от 07.11.2016 № 16-39-01 обращения в Роскомнадзор и радиочастотную службу с 01.01.2017 года должны содержать географические координаты в системе геодезических координат ГСК-2011. Заключения экспертизы электромагнитной совместимости и разрешения на использования радиочастот, выдаваемые с 01.01.2017, также будут содержать информацию о географических координатах в системе геодезических координат ГСК-2011.

## Система координат
За отсчётную поверхность в ПЗ-90.02 и ПЗ-90.11 принят общеземной эллипсоид со следующими основными геометрическими характеристиками:
- большая полуось равна 6 378 136 м;
- сжатие эллипсоида составляет 1/(298,257839303);
- центр эллипсоида совмещён с началом геоцентрической системы координат.

Фундаментальные геодезические постоянные:
Геоцентрическая гравитационная постоянная Земли (с учётом атмосферы) (fМ) — 398600,4415 км/с
Угловая скорость вращения Земли (омега) — 7,292115 х 10 в −5 рад/с
Начало системы расположено в центре масс Земли и характеризуется средними квадратическими погрешностями 1—2 м.
Ось координат Z в соответствии с рекомендациями международной службы вращения Земли (IERS) направлена к среднему северному полюсу на среднюю эпоху 1984 года.
Ось координат X лежит в плоскости земного экватора этой же эпохи, образуя пересечение с плоскостью начального меридиана установленного все той же IERS и определяет положение нуль-пункта принятой системы счета.
Ось Y дополняет систему координат до правой.
Система геодезических координат (B, L, H) однозначно ориентирует её относительно правильной поверхности эллипсоида ITRF. При этом полюса в ней представлены особыми двумя точками, в которых геодезическая долгота (L) имеет нулевое значение и в них сходятся все меридианы. Ось вращения (малая полуось) совпадает с осью Z, плоскость начального меридиана (L = О) совпадает с плоскостью (XOZ).
Входящая в состав ПЗ-90 система координат иногда называется СГС-90 (Спутниковая геоцентрическая система 1990 г.).
В качестве государственной системы высот используется Балтийская система высот 1977 года, отсчет нормальных высот которой ведется от нуля Кронштадтского футштока, являющегося горизонтальной чертой на медной пластине, укрепленной в устое моста через обводной канал в г. Кронштадте.
В качестве государственной гравиметрической системы используется гравиметрическая система, определённая по результатам гравиметрических измерений на пунктах государственной гравиметрической сети, выполненных в гравиметрической системе 1971 года, исходными пунктами в которой являются пункты, расположенные в Москве и Новосибирске.

## ГСК 2011
На основе ПЗ-90 в 2011 году была создана Геоцентрическая система ГСК 2011.

## Связь с другим глобальными геоцентрическими системами

#### Параметры GRS80
| Параметр              | Символ              | Значения      |
| Большая полуось       | а                   | 6 378 137 м   |
| Геометрическое сжатие | {\displaystyle 1/f} | 298.257222101 |

#### Параметры WGS84
| Параметр              | Символ              | Значения      |
| Большая полуось       | а                   | 6 378 137 м   |
| Геометрическое сжатие | {\displaystyle 1/f} | 298.257223563 |

WGS84 — производные геометрические константы.
| Параметр              | Символ                                                  | Значения           |
| Малая полуось         | {\displaystyle b=a(1-f)}                                | 6 356 752.3142 м   |
| Первый эксцентриситет | {\displaystyle e^{2}=1-b^{2}/a^{2}=f(2-f)}              | 6.69437999014×10−3 |
| Второй эксцентриситет | {\displaystyle e'^{2}=a^{2}/b^{2}-1=(f(2-f))/(1-f)^{2}} | 6.73949674228×10−3 |

#### Параметры ПЗ 90.11
| Параметр              | Символ              | Значения    |
| Большая полуось       | а                   | 6 378 136 м |
| Геометрическое сжатие | {\displaystyle 1/f} | 298,25784   |

ПЗ 90.11 — производные геометрические константы.
| Параметр              | Символ                                                  | Значения           |
| Малая полуось         | {\displaystyle b=a(1-f)}                                | 6 356 751,3618м    |
| Первый эксцентриситет | {\displaystyle e^{2}=1-b^{2}/a^{2}=f(2-f)}              | 6,69436617613×10−3 |
| Второй эксцентриситет | {\displaystyle e'^{2}=a^{2}/b^{2}-1=(f(2-f))/(1-f)^{2}} | 6,73948274144×10−3 |

Более полный перечень геодезических систем можно найти здесь Архивная копия от 1 июля 2012 на Wayback Machine

## Замечания
0  Система введена в 1977 и взаимосвязана с системой нормальных высот БСВ-77 .